# Враг общества № 1 (фильм, 1953)
«Враг общества номер один» — французская комедия 1953 года с Фернанделем в главной роли.

## Сюжет
Главный герой близорук, и должен носить очки. Работая демонстратором в торговом зале универмага, он по требованию начальства снимает очки, что приводит к аварии, и, как следствие, — к его увольнению. Зайдя в кинотеатр, он случайно садится рядом с гангстером. Они расходятся, перепутав плащи. В метро герой случайно достаёт из кармана пистолет, и его тут же арестовывают. Простофилю принимают за «большого босса» грабителей (которого на самом деле не существует) — и теперь он нужен как полиции, так и преступникам.